# 岡部道可
岡部 道可（おかべ どうか、天正18年（1590年） - 貞享元年（1684年））は、江戸時代前期の武士、茶人。大聖寺藩士。
加賀金沢の出身。越前大野に住していたため、「大野道可」と言われる。堺の茶人・幽宅より皆伝をうけ、飛騨高山藩主金森可重の茶堂となり、（可重と親しい）古田織部に台子点前を伝授したという（「岐路弁疑」）が、これは父の話か。後に100石にて大聖寺藩士となり、織部流、遠州流の茶の湯を教えた。享年95歳。弟子に土屋宗俊、遠藤元閑（医者、明暦2年(1656年)に道可より茶の湯を学ぶ）がいる。